# コウメ太夫
コウメ太夫（コウメだゆう、本名：赤井 貴〈あかい たかし〉、1972年4月20日 - ）は、SMA NEET Projectに所属する日本のピン芸人。33歳まではコンビで活動。東京都・杉並区出身、旭川大学（現旭川市立大学）経済学部中退。2009年に芸名を小梅太夫からコウメ太夫に改名した。
かつては"一時的な人気芸人"の代表格の1人であったが、近年は芸風が変わり人気が再燃した。通称「平成に舞い降りた鬼才」。

## 略歴
1972年4月20日、東京都で生まれる。父は芸能プロデューサーの本間昭三郎、母は元女優の深見恵子（東映ニューフェイス・第1期生）。
本人曰く親戚には医者や政治家などがおり、経済的に余裕のある上に教育熱心な家庭で、子供の頃は家庭教師が4人もいた。
1995年、梅沢富美男劇団へ所属し明治座などの舞台に立った。劇団所属時の芸名は「梅沢光史（ひろし）」であった。女形をしていた時期もある。1997年、お笑いに転身。本人曰く、子供のころからドリフターズが大好きで元々お笑い好きだったが、最初は「お笑いが一番競争率が低い」と勝手に思い込んで軽い気持ちだったとのこと。芸能プロデューサーだった父親のつてを使って母親がマセキ芸能社の社長に話を付けてネタ見せ会の参加に結び付けるなどサポートを受けていた。しかしそこで他の芸人たちとの歴然とした実力の差の現実を知った。2000年から本名の名義で外山某とのコンビ「JUMP‐2000」、阿部健一郎とのコンビ「貴けんだー」として活動。JUMP‐2000時代はボケを担当した。両者共にコンビを解消、その後もコンビ志望で事務所の掲示板に相方募集のメッセージを残すなどしていたが誰一人それに応じる者は無く、「しかたなく」（本人談）ピンでの活動を続け、単独でアマゾネースを名乗っていた。「35歳（2007年）までにお笑いで生活することが出来なかったら芸人は辞める」と母親と約束していたが、その時が近付き追い詰められた状況の中で「白塗り」のキャラクターを思い付く。2005年、『エンタの神様』（日本テレビ系）へ初出演後に小梅太夫としてブレイク。
2006年5月10日にCD『小梅日記』（CRCP-10138）を日本クラウンから発売、その週のオリコンチャートでは初登場36位を記録した。因みに売り上げ枚数は2万枚（推定）。CDの内容は曲ではなく『エンタの神様』で行っている「小梅日記」のネタを3トラック分、カラオケバージョンを3トラック、計6トラック分を収録。
自身の「着うた」が30万件ダウンロードとなり、ゴールド配信大賞を獲得。直後に60万件ダウンロードを突破しプラチナ配信大賞を受賞した。その後、80万件ダウンロードも突破している。
2007年6月18日、同年2月に元OL（作家・泉美木蘭）との婚姻が報道され、2007年7月7日、第一子となる男児の出産が報道された。2009年、占い師に「小梅をコウメに変えないとトラックに轢かれるわよ!」と忠告され芸名をコウメ太夫へと改めた。泉美の手記によって同年に離婚が公表された。なお、長男の親権はコウメが持っている。
『エンタの神様』でのブーム一巡後は「一発屋」とみなされテレビの露出は減少していたが、2012年5月29日放送の『テベ・コンヒーロ』「コウメ太夫で笑ったら即芸人引退SP」（TBS）でネタがシュールに変わったことを知られ、『水曜日のダウンタウン』など、藤井健太郎の番組に起用されるようになった。
2013年8月3日に神奈川県相模原市で行われた「第1回ムーンウォーク世界大会」のお笑い部門で準優勝。
2017年3月11日、リニューアルオープンした荻窪タウンセブンの屋上でライブを開催。これはコウメ自身が荻窪界隈に縁のあることから実現したもので、コウメ曰く「子供の頃にタウンセブン屋上の遊具で遊んでいた」とのこと。
福岡県田川郡川崎町のプロモーションビデオに起用され、2017年9月25日正午にPVが公開された。同町出身で同じ「小梅」の名を持つ民謡歌手・赤坂小梅と芸名・容姿の酷似や、誕生日が同じということから起用されたがコウメ自身はこれを「不思議な偶然」と語っている。
有田哲平にも面白がられるようなり、『全力!脱力タイムズ』（フジテレビ）などにも出演。2018年頃から他のSMA芸人がブレイクするのに合わせて他芸人らとの共演や単独での出演が徐々に増加した。
2021年、TBS『クイズ☆正解は一年後』の企画の一環として三浦マイルドと即席コンビ「コウメマイルド」を結成し、『M-1グランプリ』へ参戦（ただし参戦時点では、番組内の企画としての挑戦であることは伏せられていた）。三浦が白塗り、コウメは素顔という構成で3回戦まで進出した。その際なぜかコウメタユウという名前で登録された。

## 人物像
本人曰く「意外にも頑張り屋で、粘り強い」性格である。
幼少期に父親を亡くし母子家庭で育った。その後、母親の再婚相手は「成功したいなら人と違うことをしなさい」と言われた。再婚相手は事業で成功しており説得力があると感じ、その言葉がコウメの軸となっているという。
学生時代は勉学の成績が悪く周りからは「バカだバカだ」と言われ続けていた。コウメはそもそも先生が何を言っているのかが分からなかった。
ピン芸人になりたての頃、作家へのネタ見せでは全てのネタを酷評された。コウメ太夫は「何言ってんのこの人？」と思っていた。その後の1～2カ月で“チクショー!!”を考えて新しい作家に見せたところ評価されてエンタの神様への出演が決まった。また、コンビを組もうとしても誰も組んでくれなかった。
離婚当初、息子は元妻と暮らしていたが、紆余曲折を経てコウメと暮らすようになった。離婚から半年ほど経って、久しぶりに会えることになった日については「息子の声を聞いただけでジーンとしました。これでやっと一緒に暮らせるという安堵の気持ちが大きかった」と話した。また、息子のおかげで仕事がない時期もさみしさがまぎれたという。
現在は母、一人息子との3人暮らし。
少年時代に見たマイケル・ジャクソンの「スリラー」の映像に感銘を受けてマイケルに憧れ、歌って踊るのが好きだった。当時は専ら邦楽よりも洋楽を好み、14歳で「歌って踊る人生を送るのにはピッタリだ」と思い立ってジャニーズ事務所のオーディションに応募。しかしいくら待てども返事が無かったため直接事務所へ出向き、そこで落選したことを知った。この時は「まさか…」と思ったという。
芸名を変えた理由は、占い師に「小梅をコウメに変えないとトラックに轢かれるわよ！」と忠告されたから。
2019年12月31日に日本テレビ系列で放送された、『ダウンタウンのガキの使いやあらへんで!』「絶対に笑ってはいけない青春ハイスクール24時!」の劇中にてマイケルの楽曲「ビリー・ジーン」に合わせ、キレキレのダンスを披露した。
ピーク時の月収は400万円あったが、2009年当時の月収は平均して2万～3万円。『エンタの神様』出演当時は週5本の営業があったが、同番組終了後は月1本まで減少。その後4800万円のアパートを購入し、月35万の家賃収入で生活。アパートを経営しているが利益が出るまでは30年かかるらしい。マネージャーの実家が不動産関係の仕事をしているため、色々アドバイスを受けている。仕事が再び増え始めたことに加え、ドラマ出演もするようになった2023年時点では芸人としての収入が家賃収入を上回るようになってきているが、息子の進学費用も必要なため堅実な生活を続けるという。
コウメ本人は、父がコウメ太夫であることから息子がいじめられるのではと危惧していたが、息子自身はむしろ肯定的に受け止めている。
親しい芸能人は山路徹・AMEMIYA・ヒロシ・たかまつなななど。また、2013年10月に交通事故で死去した桜塚やっくんとは特に親しかった。

## 芸風
「コウメ日記」（こうめにっき）とは、コウメ太夫の一連の漫談スタイル、体験談という体である。着物、白塗り、ゴム製かつらという姿で、女声を模した奇矯な裏声で「Aかと思ったらBでした チクショー!!」などと喚き散らすというキャラクタースタイルを基本とする。「わたくし、狂い咲きコウメ太夫と申します。徒然なるままに書き散らした『コウメ日記』、お聴き下され～」の口上で始まる。ネタ冒頭では自らが「チャンチャカチャンチャン…」と中村美律子「島田のブンブン」のイントロを口ずさむ。
『エンタの神様』では2006年11月18日の出演から4カ月間ほど出演していなかったが、2007年3月10日放送では永島知洋（元お先にどうぞ）・関根和美と共にユニット「小梅太夫 with High! Cheese」として同番組に出演した。ネタは小梅日記と同様の自虐ネタだが歌の調子は変わっており、ほぼすべて同じ音程でラップ調だった。さらにネタとネタの間に地声でのトークを挟んでいる。また、2007年7月7日放送でも同じユニットで登場したが、顔が白塗りから黒塗りに変わり髪もモジャモジャになった。ネタは同じくラップ調だが、ダンスの披露を織り交ぜていた。
2007年9月22日放送では、宇宙人にさらわれて改造されたという設定で顔全体が銀色に染められていた。また、2008年2月16日の放送では天国に逝った死神という設定として出演、顔の色は白に戻されていた。その後は出演しない期間が続き、これ以降『エンタの神様』へは毎回異なるネタを披露するようになり、2008年まで25回出演していた。
「小梅日記」以後は「ロック・コウメ太夫」やマイケルを模した「ジャクソン太夫」、連獅子、お坊さん、「どっきり八兵衛」（「どっきり、どっきり、どっきり八兵衛」「ドッキーン!」などの台詞が特徴）など様々なキャラクターへ扮している。また2012年頃からは、「チクショー一週間」というスケッチブックを用いたネタも行っており、内容は「コウメ日記」のスタイルを踏襲したものであるが、構成作家によるネタであった『エンタの神様』全盛期とは違い、ネタの自作比率が上がったため荒唐無稽と言えるシュールなものに変化しており、2012年5月29日放送の『テベ・コンヒーロ』から藤井健太郎（TBS総合演出）が関与する番組には度々登場するようになっている。接点の無いような文章を組み合わせるという点を押さえて模倣することも可能だが、コウメ本人によるネタと作家によるネタでは発想の飛び具合に差異がみられる。
藤本敏史（FUJIWARA）は、このネタを含め『テベ・コンヒーロ』でのコウメの出演回を録画したものを自宅で30回見たと『テレビブロス』2012年15号（東京ニュース通信社）にて語っている。なお藤本は『ロンドンハーツ』内の恒例企画「太夫フェス」においてコウメの白塗りメイク状態で、歌やダンスにドラマなどのパロディを披露している。終盤にはコウメ本人が登場するのもお約束である。営業で共演したマヂカルラブリーには「もはや哲学的」「お笑いを超えた何か」と評されている。
白塗りをせず素顔のままでの俳優業もしばしば行っている。劇団員出身ということもあり、演技の評価は高い。

## 出演番組

### テレビ
- ガチンコ!（TBS） - コウメ太夫として活動する以前、本名の赤井貴名義かつ素顔で出演。
- 水曜日のダウンタウン（TBS）不定期出演。
- エンタの神様（日本テレビ） - キャッチコピーは「狂い咲きの艶道（あでみち）」
- 100人の偉人 美女編〜ニッポン人が好きな100人の美人〜（日本テレビ）
- 1億3000万人が選ぶベストアーティスト2006（日本テレビ）
- 笑っていいとも!（フジテレビ）
- ハロー!モーニング。（テレビ東京）
- とくばん（2007年3月22日、TBS）
- うたばん（2007年6月28日、TBS）
- はなまるマーケット（TBS）
- オールスター赤面申告!ハプニング大賞（TBS）
- お笑い図鑑 ハマヌキ（tvk）
- なつめぐ堂（CBC）
- ちちんぷいぷい（MBS）
- スーパーチャンプル（中京テレビ）
- 週刊赤川次郎（テレビ東京）
- マツケン・今ちゃん・オセロのGO!GO!サタ（フジテレビ）
- お笑いジェットコースター（TBS）
- 中井正広のブラックバラエティ（日本テレビ系）
- ゴッドタン（テレビ東京）
- 『ぷっ』すま（テレビ朝日）
- ヤレデキ!世界大挑戦（TBS）
- エンタの天使 第10回（2009年5月27日、日本テレビ） - キャッチコピーは「コウメ太夫の彼氏」。歌舞伎の「助六」のパロディ助六の名前で出演
- 太田光の私が総理大臣になったら…秘書田中。（2009年11月27日、日本テレビ）
- キズナ食堂（2009年7月、TBS） - 以降定期的
- 全種類。（2010年6月8日、TBS） - 江原にお悩み相談
- おとなの学力検定スペシャル小学校教科書クイズ!（2010年9月20日、日本テレビ）
- お笑いワイドショー マルコポロリ!（2011年1月16日、関西テレビ）
- テベ・コンヒーロ コウメ太夫で笑ったら即芸人引退SP（2012年5月29日、TBS）
- ロンドンハーツ ウラでこんなことやってましたSP（2012年6月27日、テレビ朝日）ほか
- ものまねグランプリ「ものまねショートSHOW!」（2012年12月25日、日本テレビ） - ジャン・レノのまねを披露、8秒でアウト。
- スター☆ドラフト会議（2013年3月5日、日本テレビ）
- 嵐にしやがれ（2013年3月16日、日本テレビ）
- 芸人報道（2013年10月28日、日本テレビ）
- スッキリ!!（2014年1月27日、日本テレビ）
- 有吉ゼミ（2014年1月27日・2015年2月23日、日本テレビ）
- オドロキ見たいテレビ びっくりぃむ（2014年10月26日、テレビ朝日）
- 解決!ナイナイアンサー（2014年12月2日、日本テレビ）
- 2014→2015 ツキたい人グランプリ〜ゆく年つく年〜（2015年1月1日、フジテレビ）
- チーム有吉〜◯◯したら即引退スペシャル〜（2015年1月9日、TBS）
- 有吉の壁（2015年4月7日、日本テレビ）
- おはスタ（2016年6月7日、テレビ東京）
- 全力!脱力タイムズ（フジテレビ） - 不定期
- オールスター後夜祭（2018年4月1日・10月7日[30]・2019年4月7日[31]・2023年10月15日[32]、TBS）
- もしもツアーズ（2019年3月16日、フジテレビ） -「今が見頃!2大梅まつりツアー」の回にちなんで出演。
- ダウンタウンのガキの使いやあらへんで!『絶対に笑ってはいけない青春ハイスクール24時!」（2019年12月31日、日本テレビ）
- SWITCHインタビュー 達人達（2021年7月10日、NHKEテレ） - 清水崇（映画監督）との対談。
- 超入門!落語 THE MOVIE 古今亭志ん生スペシャル「犬の災難」（2023年12月30日、NHK BSプレミアム4K） - 熊五郎の兄貴分 役
- ヒロシのひとりキャンプのすすめ（2024年2月23日 - 3月15日・10月10日 - 10月24日、熊本朝日放送）

### CM
- リサイクルショップ「開放倉庫」（北海道ローカル放送）
- 尾道湯屋つかりゃんせ（広島県ローカル放送）
- マンモスフリーマーケットZ
- アサヒビール「クリアアサヒ」「ソリレス、好き!」編
- My振袖ドットコム「成人式の振袖口コミ情報サイト」編
- ミクシィ『モンスターストライク』「モンスト5周年_新キャラ登場ヤバババーン」篇（2018年10月） - 小野小町 役[33]
- LAPIAS万代家具　マジ歌編、ダンス編　地方企業のローカルCMであるがYouTubeでも閲覧可能。
- サントリー「伊右衛門 特茶」（2025年）[34]

### インターネット
- コウメ太夫のチクポーレディオ - コウメ太夫のちゃんちゃかチャンネル
- ぶるぺん（2018年8月、GYAO!）[35]
- HITOSHI MATSUMOTO presents ドキュメンタル（2019年、Amazon Prime Video）- シーズン7出演
- モイ!異業種ババ抜き対決 優勝したら×××（2019年9月21日、TwitCasting）
- 風雲!たけし城（2023年4月28日、Amazon Prime Video）

### MV
- YANAKIKU「FUNK★JAPAN」（2016年）[36]
- HKT48「バグっていいじゃん」スピンオフミュージックビデオ（2017年）[37]
- オメでたい頭でなにより「あられ雛DANCE!!」（2017年）[38]
- 佐藤広大「Baby Baby Baby feat. SWAY」（2017年）[39]
- ポルカドットスティングレイ「青い」（2021年）[40]
- UNICORN「スペースカーボーイズ」（2021年）[41]

### テレビドラマ
- ルパンの娘 第2シリーズ 第3話（2020年10月29日、フジテレビ） - 寸借詐欺師・御子柴保 役[42]
- つまり好きって言いたいんだけど、 第2話（2021年10月14日、テレビ東京） - コウメ太夫（本人役） 役
- 星新一の不思議な不思議な短編ドラマ『逃走の道』（2022年5月17日、NHK BS4K・BSプレミアム）[43] - 後輩強盗 役
- 泳げ!ニシキゴイ 第12話（2022年8月3日、日本テレビ） - アメフト部監督 役
- オクトー 〜感情捜査官 心野朱梨〜 第6話（2022年8月11日、読売テレビ） - 菱田 役
- 警視庁ゼロ係〜生活安全課なんでも相談室〜 愛と涙のさよならスペシャル（2022年11月7日、テレビ東京） - コウメ太夫（本人役） 役
- 亀も、青春は短い（2023年4月17日、テレビ東京） - 亀の父 役、地上波放送版で追加出演 [44][45]
- だが、情熱はある 第4話（2023年4月30日、日本テレビ） ‐ ポール人参 役
- 紅さすライフ（2023年7月25日 - 9月26日、日本テレビ） - 北條駿夫 役[46]
- 東京サラダボウル 第2・6話（2025年1月7日・2月11日、NHK総合・NHK BSP4K） - 和田 役
- ひとりでしにたい（2025年6月21日 - 8月2日、NHK総合）- 近藤隆司 役[47]

### 配信ドラマ
- SPECサーガ黎明篇『Knockin'on 冷泉's SPEC Door』 第2話（2021年、Paravi） - 本人役
- 対決落語（2021年） - 落合健一 役
- 社畜OLちえ丸（2023年） - 星野賢治 役[48]

### 映画
- 劇場版 忍者じゃじゃ丸くん（2020年8月28日公開、トリプルアップ） - さくらの父親・渡辺 役[49]
- 近江商人、走る!（2022年12月30日公開、ラビットハウス） - コウメ太夫 役[50][51]
- うかうかと終焉（2023年10月13日公開、マジックアワー） - 酒屋の店主 役[52]

### テレビアニメ
- あはれ!名作くん 第119話（2019年4月12日、NHK Eテレ） - カブ 役
- ふしぎ駄菓子屋 銭天堂 第89話（2023年5月12日、NHK Eテレ）- 本人役

### Webアニメ
- パンの赤ちゃん（2024年12月6日、YouTube・X） - 猫 役

### ゲーム
- デュエル・マスターズ プレイス - 機怪人形ガチャック 役

## ディスコグラフィ

### シングル
小梅太夫名義
1. 『小梅日記』（2006年5月10日発売、日本クラウン）

小梅太夫 with High!Cheese名義
1. 『純情!サクラ吹雪』（2007年3月7日発売、日本クラウン）
2. 『BLACK and WHITE』（2007年6月20日、EPICレコード）
3. 『帰ってきたヨッパライ』（2007年11月28日、EPICレコード）

### アルバム
1. 『小梅歳時記』2007年2月7日発売（日本クラウン）

### 参加楽曲
- 餓鬼レンジャー「チクショー!! feat. あっこゴリラ & コウメ太夫」（2019年、アルバム『ティンカーベル 〜ネバーランドの妖精たち〜』収録）

## DVD
- ちょっぴり恥ずかしいけど笑ってほしいから見てほしい　―SMAお笑いカーニバル総集編―（2017年2月17日、ゴマブックス）[53]